# オーヴァー・ゼア

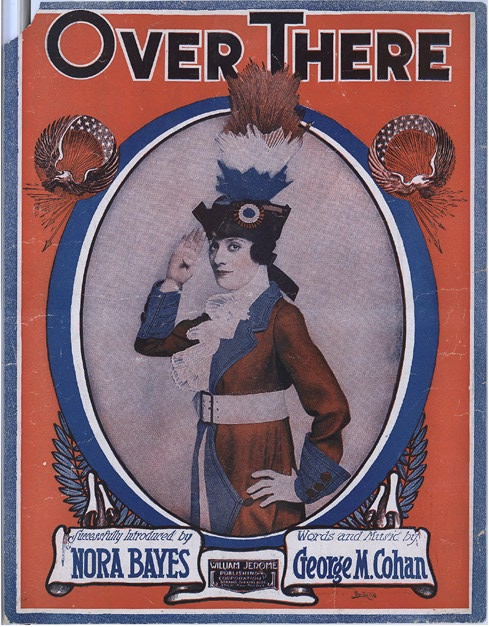
1917年に発行された楽譜のカバー。ノラ・ベイズの写真が使用されている。

「オーヴァー・ゼア」（Over There）は、1917年に発表されたアメリカの軍歌。第一次・第二次の両世界大戦でアメリカ軍人によって広く歌われた。

## 概要
1917年、ジョージ・コーハンが作詞・作曲した。FirstWorldWar.comのマイケル・ダフィーによれば、コーハンは1917年の米国参戦直後、ニューロシェルからニューヨークまで列車で旅行している最中、聞こえてきた音楽や言葉からインスピレーションを得て歌詞や曲を思いついたのだという。この曲は英国の『遥かなティペラリー』と同様、愛国心を煽るべく第一次世界大戦で広く歌われた。1936年6月29日、フランクリン・ルーズベルト大統領は「オーヴァー・ゼア」を含む多くの作曲を手がけた功績を讃え、コーハンに議会名誉黄金勲章を授与した。「オーヴァー・ゼア」は第二次世界大戦期にも広く歌われ、その後ベトナム戦争頃までにはほとんど歌われなくなっていたが、2001年9月11日のアメリカ同時多発テロ事件頃から再び歌われるようになったという。
ノラ・ベイズ、エンリコ・カルーソー、ビリー・マレイ、チャールズ・キングによる録音がよく知られる。
タイトルのOver there（向こう側）とは、元々はアメリカから大西洋を挟んだ向こう側、すなわちヨーロッパを指していた。しかしOver thereという語が特定の国を指さないことから、「オーヴァー・ゼア」の歌詞はあらゆる国に対する軍事介入を示唆する勧告の意味をもつようになった。
また「ヤンキーが来るぞ」（The Yanks are Coming）のスローガンとその否定形「ヤンキーは来ない」（The Yanks are not Coming）はこの歌に由来する。

## 歌詞

### 元歌詞
1番
Johnny, get your gun, get your gun, get your gun.
Take it on the run, on the run, on the run.
Hear them calling you and me,
Every Son of Liberty.
Hurry right away, no delay, go today.
Make your Daddy glad to have had such a lad.
Tell your sweetheart not to pine,
To be proud her boy's in line.
繰り返し部
Over there, over there,
Send the word, send the word over there
That the Yanks are coming, the Yanks are coming
The drums rum-tumming everywhere.
So prepare, say a prayer,
Send the word, send the word to beware -
We'll be over, we're coming over,
And we won't come back till it's over, over there.
2番
Johnny, get your gun, get your gun, get your gun.
Johnny, show the "Hun" you're a son-of-a-gun.
Hoist the flag and let her fly
Yankee Doodle do or die.
Pack your little kit, show your grit, do your bit.
Yankee to the ranks from the towns and the tanks.
Make your Mother proud of you
And the old red-white-and-blue
(繰り返し部)

### 日本語訳
1番
ジョニーよ銃を執れ、銃を執れ、銃を執れ。
取ったら走れ、走れ、走れ。
彼らが我らを呼ぶ声が聞こえる。
全ての自由の息子達よ。
さあ急げ、遅れるな、今日中に。
「素晴らしい息子だ」と父親を喜ばせる為に。
恋人には「恋しがるな」と伝えよう、
そして「最前線の我らを誇りに思え」と。
(繰り返し部)
「向こう側」へ、「向こう側」へ。
伝えろ、伝えろ、「向こう側」へ。
ヤンキーが来るぞ、ヤンキーが来るぞ。
どこへだろうと戦鼓を鳴らしてやってくる。
だから備えろ、さあ祈れ。
伝えろ、伝えろ、「用心せよ」と。
我らは超えてくる、海を超えてやってくる。
そしてやり遂げるまで戻りはしないのだ。
2番
ジョニーよ銃を執れ、銃を執れ、銃を執れ。
ジョニーよ、フン族に暴れっぷりを見せてやれ。
旗を掲げて翻らせて。
ヤンキードゥードゥルなら果たすか死ぬか。
装備を詰め込め、気概を見せろ、全力を尽くせ。
田舎中から集まって、ヤンキーどもは隊列を組む。
母親がお前を誇りに思うように、
そして伝統ある星条旗を誇りに思うように。
(繰り返し部)

## 大衆文化への影響

### 映画
「オーヴァー・ゼア」は様々な映画で使用されたが、特に有名なのはジェームズ・キャグニーが主演したジョージ・コーハンの伝記映画『ヤンキー・ドゥードゥル・ダンディ』（1942年）であろう。同作でキャグニーはアカデミー主演男優賞を受賞している。作中ではオーヴァー・ゼアがひょんなきっかけから作曲され、またクライマックスのパレードでも軍楽隊によって演奏されている。市民らが軍人と共にオーヴァー・ゼアを歌う中で、コーハンがそれに聞き入っていると、彼が作曲したことを知らない市民や兵士に「こんな有名な歌を知らないのか」とからかわれるのである。
1969年の映画『素晴らしき戦争』では、桟橋に到着したアメリカ軍の兵士らが「オーヴァー・ゼア」を歌っている。ただし歌詞の最後が「我々は戻らない、『向こう側』に葬られる」(We won't come back, we'll be buried over there) に変えられている。その他、2008年の映画『かけひきは、恋のはじまり』や1963年の映画『枢機卿』、1979年の映画『1941』などでも「オーヴァー・ゼア」が歌われるシーンがある。
「ジョニーよ銃を執れ」（Johnny, get your gun）は19世紀末以来使われてきた米軍の兵士募集の宣伝文句であったが、この曲で非常に有名になった。第一次世界大戦後を舞台にした反戦小説『ジョニーは戦場へ行った』（Johnny Got His Gun）の原題はこれにちなんでいる。

### スポーツ
イギリスの音楽グループThe Babe Teamは、2002 FIFAワールドカップのために「オーヴァー・ゼア」の繰り返し部に基づく曲（シングル化された）を作成した。また2010 FIFAワールドカップのアメリカ男子サッカー代表の応援にも「オーヴァー・ゼア」を元にした応援歌が歌われた。

## 「ヤンキーは来ないぞ」（"The Yanks Are Not Coming"）
1939年7月24日、独ソ間でモロトフ・リッベントロップ協定が締結されると、世界各国の共産党と同様にアメリカ共産党(CPUSA)でも第二次世界大戦を帝国主義戦争として非難し、反戦の姿勢を取った。この際に「オーヴァー・ゼア」の歌詞から「ヤンキーは来ないぞ」（"The Yanks Are Not Coming"）のスローガンを掲げたのだという。
しかし1941年6月22日、アドルフ・ヒトラーが協定を破棄しバルバロッサ作戦を発動すると、アメリカ共産党は姿勢を再び転換してアメリカの参戦を強く促した。